# 浜中駅
浜中駅（はまなかえき）は、北海道厚岸郡浜中町浜中桜北5にある北海道旅客鉄道（JR北海道）根室本線（花咲線）の駅である。電報略号はハナ。事務管理コードは▲110446。

## 歴史

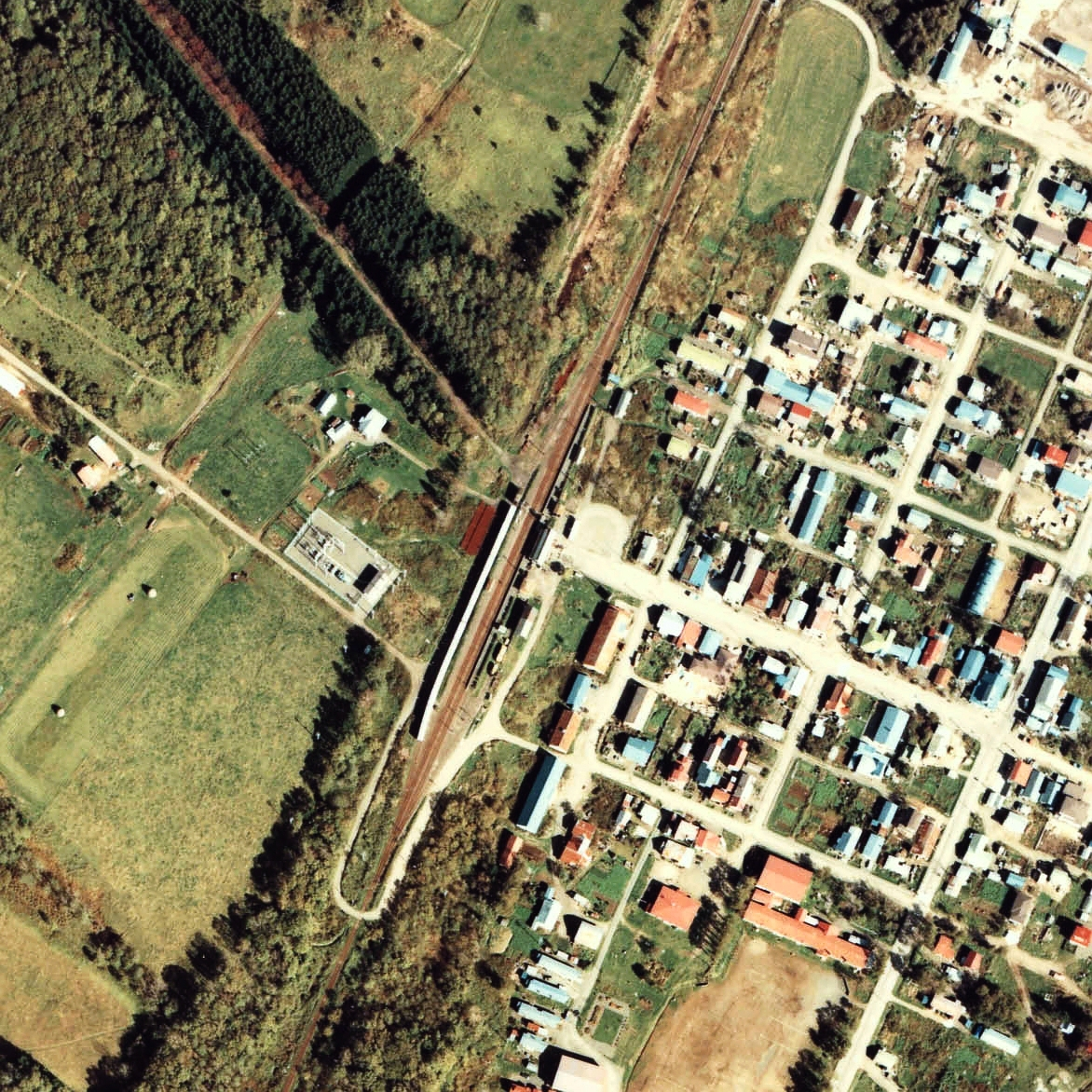
1978年の浜中駅と周囲約500m範囲。上が根室方面。若干千鳥状にずれた相対式ホーム2面2線と駅裏側に副本線、駅舎横の釧路側に櫛形の貨物ホームと引込み線を有しており、隣の茶内駅を180度回転したように似ている。貨物取扱い業務は既に廃止になっている事から、駅裏の副本線に停車中の貨物列車は待避のためと思われる。

- 1919年（大正8年）11月25日：鉄道院釧路本線（→根室本線）厚岸駅 - 厚床駅間延伸に伴い開業[3][4]。
- 1936年（昭和11年）8月18日：駅舎改築[5]。
- 1974年（昭和49年）10月1日：貨物取扱い廃止[5]。
- 1984年（昭和59年）2月1日：荷物取扱い廃止[5]。
- 1986年（昭和61年）11月1日：無人（簡易委託）化[5]。
- 1987年（昭和62年）4月1日：国鉄分割民営化により、北海道旅客鉄道（JR北海道）の駅となる[6]。
- 1989年（平成元年）12月27日：現駅舎新築開業（観光案内所、物産展示室合築）[7]。
- 2008年（平成20年）11月1日：簡易委託廃止、完全無人化。

### 駅名の由来
開駅当時の村名から。本来の「浜中」の地名は現在の役場がある霧多布の北付近が地名の発祥であり、駅所在地の旧名称も「浜中村大字浜中村」ではなく「浜中村大字後静（しりしず）村」（→浜中町大字後静村字浜中市街）であった。

## 駅構造
単式1面1線ホームの地上駅。かつては交換駅だったが、現在は横取線のみ残る。
厚岸駅管理の無人駅。簡易委託駅だったが、2008年10月31日をもって委託を終了した。委託時代は常備券による青春18きっぷや料金補充券により発行される指定席券で知られていた。駅舎外観は「北欧のコテージ風」とされている。
当駅が位置する浜中町は漫画「ルパン三世」などで知られるモンキー・パンチの出身地であるため、当駅にはルパンなどの等身大パネルが設置されている。

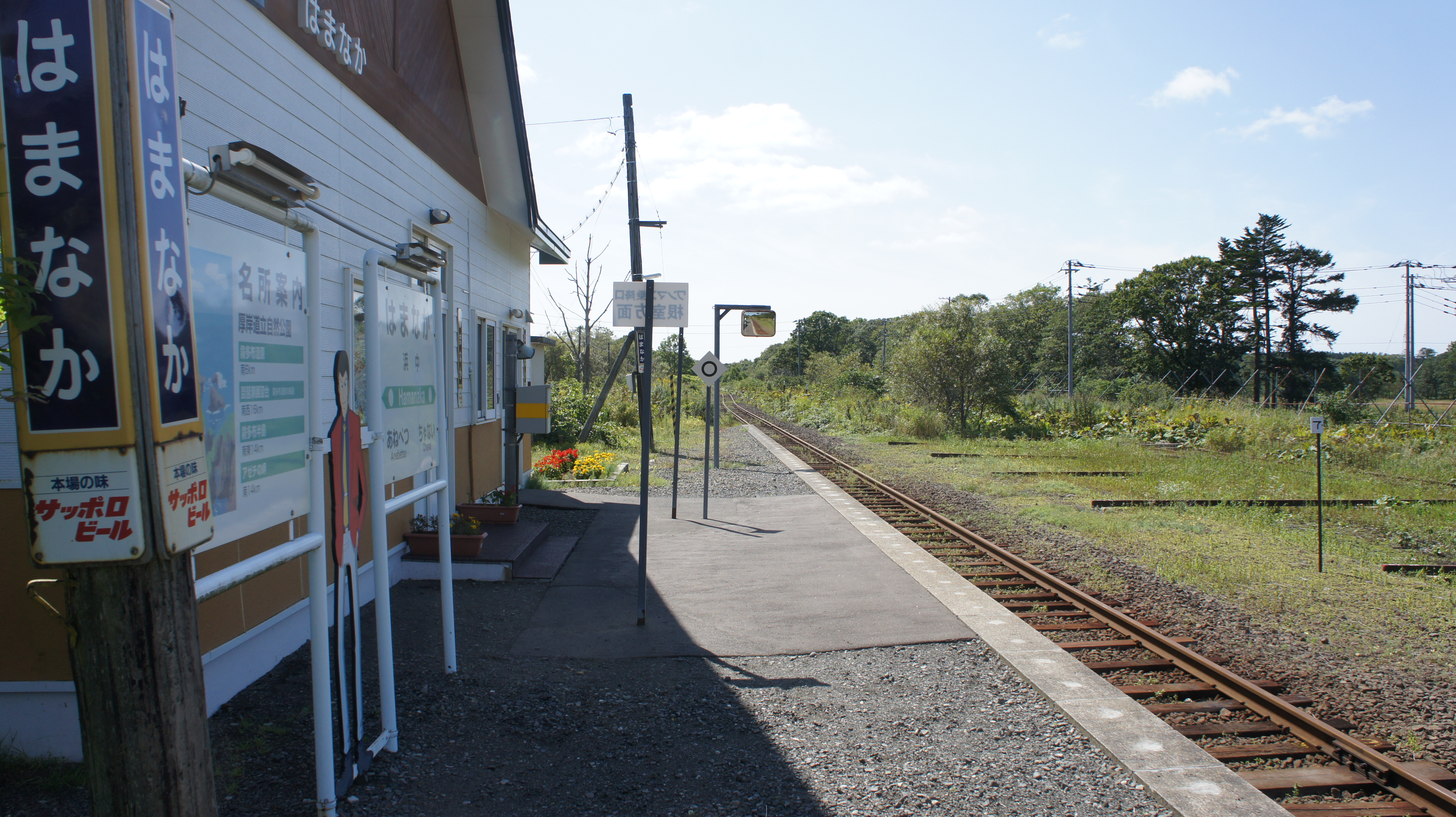
ホーム（2018年9月）

## 利用状況
乗車人員の推移は以下のとおり。年間の値のみ判明している年については、当該年度の日数で除した値を括弧書きで1日平均欄に示す。乗降人員のみが判明している場合は、1/2した値を括弧書きで記した。
また、「JR調査」については、当該の年度を最終年とする過去5年間の各調査日における平均である。
| 年度               | 乗車人員（人） | 乗車人員（人） | 乗車人員（人） | 出典       | 備考                 |
| 年度               | 年間           | 1日平均        | JR調査         | 出典       | 備考                 |
| ------------------ | -------------- | -------------- | -------------- | ---------- | -------------------- |
| 1978年（昭和53年） |                | 159            |                | [ 10 ]     |                      |
| 1992年（平成04年） |                | (59.0)         |                | [ 8 ]      | 1日平均乗降客数118人 |
| 2016年（平成28年） |                |                | 9.6            | [ JR北 1 ] |                      |
| 2017年（平成29年） |                |                | 9.6            | [ JR北 2 ] |                      |
| 2018年（平成30年） |                |                | 8.0            | [ JR北 3 ] |                      |
| 2019年（令和元年） |                |                | 7.2            | [ JR北 4 ] |                      |
| 2020年（令和02年） |                |                | 5.8            | [ JR北 5 ] |                      |
| 2021年（令和03年） |                |                | 6.0            | [ JR北 6 ] |                      |
| 2022年（令和04年） |                |                | 4.6            | [ JR北 7 ] |                      |

## 駅周辺
浜中市街の集落が広がる。
- 北海道道449号別海浜中停車場線
- 北海道道123号別海厚岸線
- 国道44号
- 浜中町役場浜中支所
- 厚岸警察署浜中駐在所
- 浜中郵便局
- 浜中町営バス「浜中駅」停留所 - 霧多布温泉（浜中町市街地）方面[11]。

## 隣の駅
北海道旅客鉄道（JR北海道）
根室本線（花咲線）

茶内駅 - 浜中駅 - 姉別駅

### JR北海道
1. ↑  「根室線（釧路・根室間）」（PDF）『線区データ（当社単独では維持することが困難な線区）』、北海道旅客鉄道、2017年12月8日。オリジナルの2017年12月9日時点におけるアーカイブ。2017年12月10日閲覧。
2. ↑  「根室線（釧路・根室間）」（PDF）『線区データ（当社単独では維持することが困難な線区）(地域交通を持続的に維持するために)』、北海道旅客鉄道株式会社、3頁、2018年7月2日。オリジナルの2018年8月19日時点におけるアーカイブ。2018年8月19日閲覧。
3. ↑  “根室線（釧路・根室間）” (PDF). 線区データ（当社単独では維持することが困難な線区）(地域交通を持続的に維持するために).   北海道旅客鉄道. p. 3 (2019年10月18日). 2019年10月18日時点のオリジナルよりアーカイブ。2019年10月18日閲覧。
4. ↑  “根室線（釧路・根室間）” (PDF). 地域交通を持続的に維持するために > 輸送密度200人以上2,000人未満の線区（「黄色」8線区）.   北海道旅客鉄道. p. 3 (2020年10月30日). 2020年11月2日時点のオリジナルよりアーカイブ。2020年11月2日閲覧。
5. ↑  “駅別乗車人員  特定日調査（平日）に基づく”.   北海道旅客鉄道. 2022年8月3日時点のオリジナルよりアーカイブ。2022年8月14日閲覧。
6. ↑  “駅別乗車人員  特定日調査（平日）に基づく”.   北海道旅客鉄道. 2022年9月3日時点のオリジナルよりアーカイブ。2022年9月3日閲覧。
7. ↑  “駅別乗車人員  特定日調査（平日）に基づく”.   北海道旅客鉄道. 2023年11月10日時点のオリジナルよりアーカイブ。2023年11月10日閲覧。